# Мосінський (станційне селище)
Мо́сінський (рос. Мосинский) — станційне селище у складі Юр'янського району Кіровської області, Росія. Входить до складу Верховинського сільського поселення.
Населення становить 2 особи (2010).